# Phoenissae (Seneca)

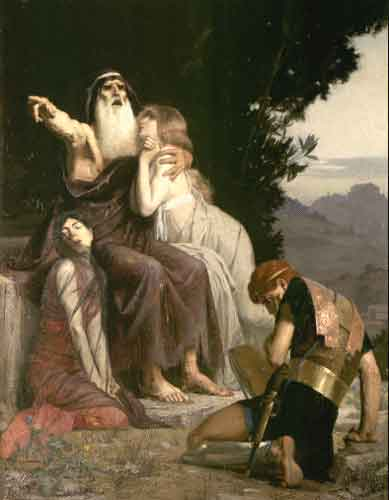
André Marcel Baschet: Ödipus verurteilt Polyneikes. 1883.

Phoenissae (Phoenissen, Phönizierinnen) sind das Fragment einer Tragödie von Lucius Annaeus Seneca.

## Übersicht

### Personae Dramatis – Personen
- Oedipus, früherer König von Theben, blind
- Antigone, seine Tochter
- Bote aus Theben
- Jokaste, Frau und Mutter des Oedipus
- Gefolgsmann (Satelles) Jokastes
- Polyneikes and Eteokles, Oedipus' und Jokastes Söhne, jetzt im Krieg gegeneinander

### Ort der Handlung
Das Stück beginnt außerhalb der Stadt Theben in der Landschaft am Kithairon (V. 1-362). Der zweite Teil spielt anfänglich in der Stadt selbst auf den Zinnen oder dem Dach des Palastes (V. 363-442), dann ab V. 443 auf dem Schlachtfeld außerhalb der Stadtmauern.

### Hintergrund
Der Hintergrund des Dramas beruht auf dem mythologischen Stoff der aus dem phönizischen Tyros stammenden Herrscherfamilie der Labdakiden, die die Stadt Theben gründeten. Nachdem Ödipus, der Sohn des Laios, die frevelhaften Taten, die er in Unwissenheit begangen hatte, erkannte, dankte er ab und verließ Theben. Er wanderte nun als Ausgestoßener umher, nur begleitet von seiner treuen Tochter Antigone. Seine beiden Söhne einigten sich darauf, den Thron zu teilen und abwechselnd zu regieren. Aber Eteokles, der zuerst regierte, weigerte sich, den Thron zu übergeben. Der betrogene Polyneikes suchte daher Hilfe von außen, indem er Argaia, Tochter des Adrastos, des Königs von Argos, heiratete. Sein Schwiegervater stellte daraufhin ein Heer auf. Dieses Heer besteht aus den Sieben gegen Theben und ist nun im Begriff, die Stadt anzugreifen. Jokaste lebt nach Ödipus' Sturz weiter in Theben.

## Handlung

### Ödipus-Teil (V. 1–362)
(Quelle: )

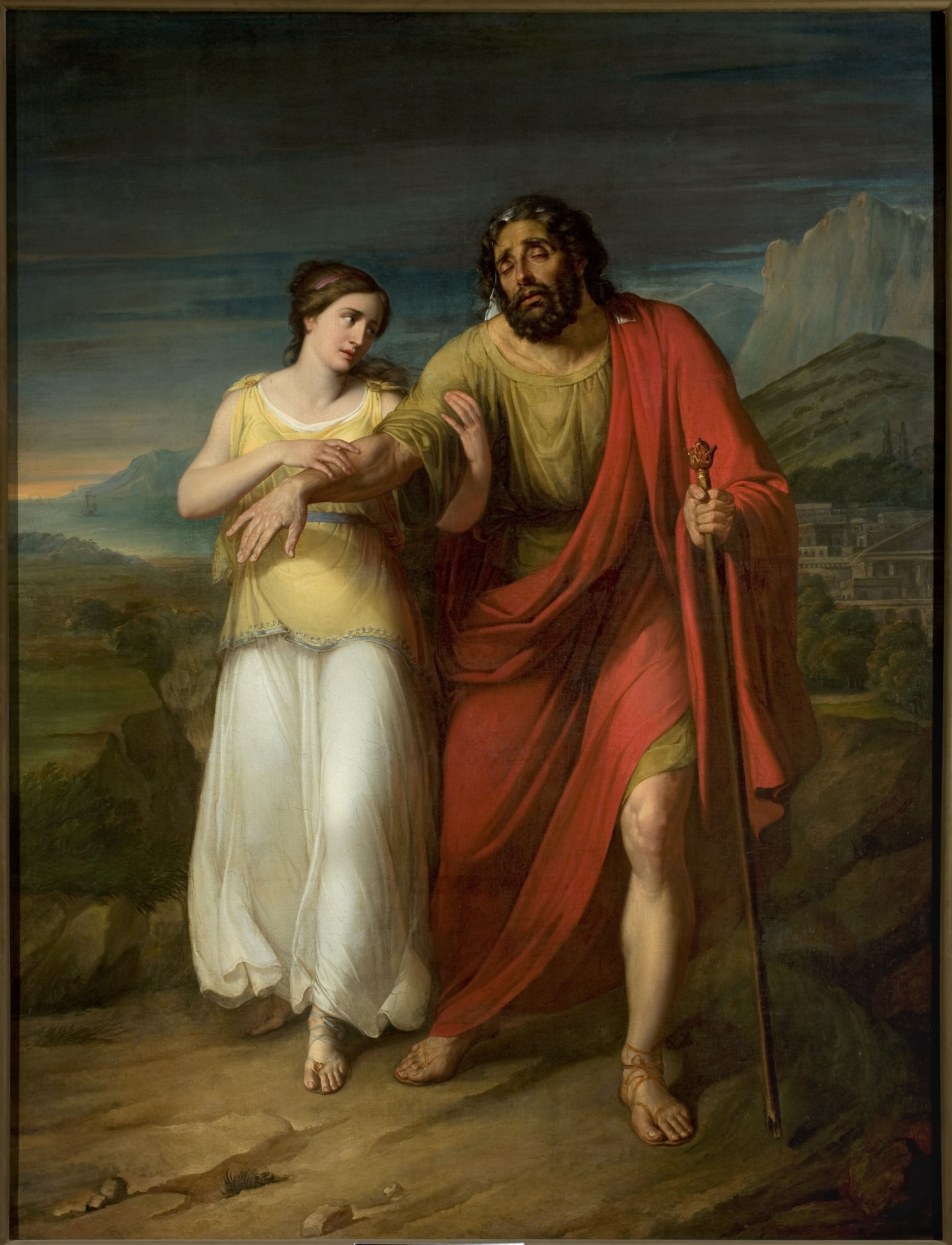
Aleksander Kokular: Ödipus und Antigone

- Ödipus, Antigone (Redeagon (V. 1-319), am Kithairon):
  - Ödipus beginnt seinen Auftritt am Kithairon-Gebirge mit der Aufforderung an Antigone, ihn allein seinem Schicksal zu überlassen. Er ersehnt den Tod, fordert seine Tochter Antigone auf, ihn sich selbst zu überlassen, um die Wahrsagung seines Todes Wirklichkeit werden zu lassen. (V. 1–50)
  - Antigone widerspricht. Niemand, weder Eteokles, noch Polyneikes, selbst Jupiter nicht können Antigone davon abhalten, sich um Ödipus zu kümmern, ihn zu begleiten, wohin immer er wolle. Sie fordert ihn auf, seine alte Beherztheit zu zeigen und seinen Gram zu besiegen. (V. 51–79)
  - Ödipus wundert sich, dass seine Tochter so gar keine Frevelhaftigkeit, wie sie typisch sei für seine Familie, zeige. Dann kommt er wieder auf das, was er für seine Bestimmung hält, zu sprechen. In Anbetracht seiner Frevel gäbe es nur den Tod als Lösung. Wieder bittet er seine Tochter, ihn sich töten zu lassen. Er müsse seinen Vater rächen, indem er sich töte. Dazu brauche er sein Schwert wieder, mit dem er Laios tötete. Sie solle verschiedene Selbstmord-Szenarien vorbereiten. Egal, ob es ein Holzstoß sei, ein Felsvorsprung, ein reißender Fluss oder wilde Tiere, alles sei ihm recht. Auch der Ort, an dem die Sphinx ihr unlösbares Rätsel stellte, komme infrage, wo er das ungeheuerliche Rätsel seines Lebens stellen könnte, Sohn und Ehemann in einer Person zu sein. An Antigone gerichtet: Warum versuche sie noch, ihn umzustimmen? Sein Entschluss stehe fest. Als ganze Person sei er schuldig. So große Verbrechen könnte nicht gesühnt werden. Seinen Vater fordere er auf, endlich das Geschuldete einzufordern. (V. 80–181)
  - Antigone bittet ihren Vater zuzuhören. Es zieme sich nicht für einen Mann von großer Stärke, sich nur noch dem Schmerz zu ergeben. Keine Schuld habe sein Herz berührt, er sei ohne Fehl. Was nur erbittere ihn so? Vor wem fliehe er eigentlich? (V. 182–215)
  - Ödipus antwortet, er fliehe vor sich und seinen Verbrechen, die er zwar schuldlos begangen habe. Davon komme er nicht los, alles habe er verloren: Königtum, Eltern, Kinder und Ruhm. Eine größere Strafe müsse her. Schon als Kind sei ihm der Tod zugewiesen gewesen. Eine grausame Weissagung ließ den Vater die Füße des Kindes durchstoßen und in die Wildnis deportieren. Den Vater habe er getötet, mit der Mutter sich ehelich verbunden. Kein größeres Verbrechen könne es geben. Vielleicht allerdings könnten seine Söhne, die sich jetzt um den Thron von Theben bekämpften, diese Verbrechen noch übertreffen. (V. 216–287)
  - Antigone sieht Ödipus in der Pflicht, seine besessenen Söhne vom Bruderkrieg abzuhalten. Dafür allein schon lohne es sich zu leben. Nähme er sich das Leben, so würde er auch anderen das Leben nehmen. (V. 288–294)
  - Ödipus verurteilt seine Söhne hart. Sie seien besessen von ihrem Streben noch Macht. Eben deshalb suche er einen vorzeitigen Tod, solange niemand in seinem Haus schuldiger sei als er selbst. Wieder wendet er sich an Antigone. Allein sie vermag es, ihn von seinem Plan abzubringen. Sie nur könne die verhärteten Haltungen im Königshaus abmildern. (V. 295–319)
- Bote, Ödipus: Botenbericht und Fluchszene (V. 320–362):
  - Ein Bote fordert Ödipus auf, das drohende Unheil eines Krieges von Theben fernzuhalten. (V. 320–327)
  - Aber Ödipus ist dazu nicht bereit. Im Gegenteil: Er sei nicht der richtige Moderator. Er fordert seine Söhne dazu auf, seiner Tradition folgend, alles durcheinanderzubringen. Nichts sollten sie achten, die Stadt Theben sollten sie in Schutt und Asche legen. (V. 328–347)
  - Der Bote widerspricht und fordert ihn auf, seine aus dem Schmerz geborene Aggressivität aufzugeben, die Not des Volkes zu lindern und ein Friedensstifter zu werden. (V. 347–349)
  - Ödipus steigert seinen Zorn noch. Ein Bürgerkrieg sei nicht genug, es solle ein Bruderkrieg werden. Er wolle versteckt die Grausamkeiten verfolgen. (V. 350–362)

### Jokaste-Teil (V. 363–664)
(Quelle: )
- Jokaste, Diener, Antigone (Szene auf den Mauern des Palastes: Teichoskopie (Mauerschau) (V. 363–442)):
  - Jokaste klagt sich an, sie habe über das Maß sogar der Sohnesmörderin Agaue hinaus Schuld auf sich geladen. Da ihr Sohn Polyneikes auf der gegnerischen Seite stehe, müsse sie auch noch den Feind ihrer Stadt lieben. Da sie als Mutter beide Söhne liebe, verletze sie dabei stets ihre Mutterliebe, wenn sie sich irgendetwas für den einen Sohn wünsche, werde es zum Nachteil des anderen Sohnes. Doch stehe sie immer wie Fortuna auf Seiten des Schwächeren. (V. 363–386)
  - Der Dienstmann weist Jokaste auf den Beginn der Schlacht hin. Die Heere setzen sich in Bewegung. Er fordert sie auf, den Brüdern ihre gegenseitige Liebe und allen den Frieden durch ihr Eingreifen zurückzugeben. (V. 387–402)
  - Antigone unterstützt den Dienstmann und fordert ihre Mutter auch auf, den Krieg zu beenden. (V. 403–406)
  - Jokaste stimmt zu und will sich zwischen die Fronten der Heere stellen. (V. 407–414)
  - Antigone bittet ihre Mutter, sich zu beeilen. Noch seien die Heere nicht aufeinander gestoßen. (V. 414–418)
  - Auch der Gefolgsmann beobachtet nur ein zögerndes Vorschreiten der Fronten. (V.419)
  - Jokaste fragt sich, wie sie zwischen die Heere eilen kann. (V. 420–426)

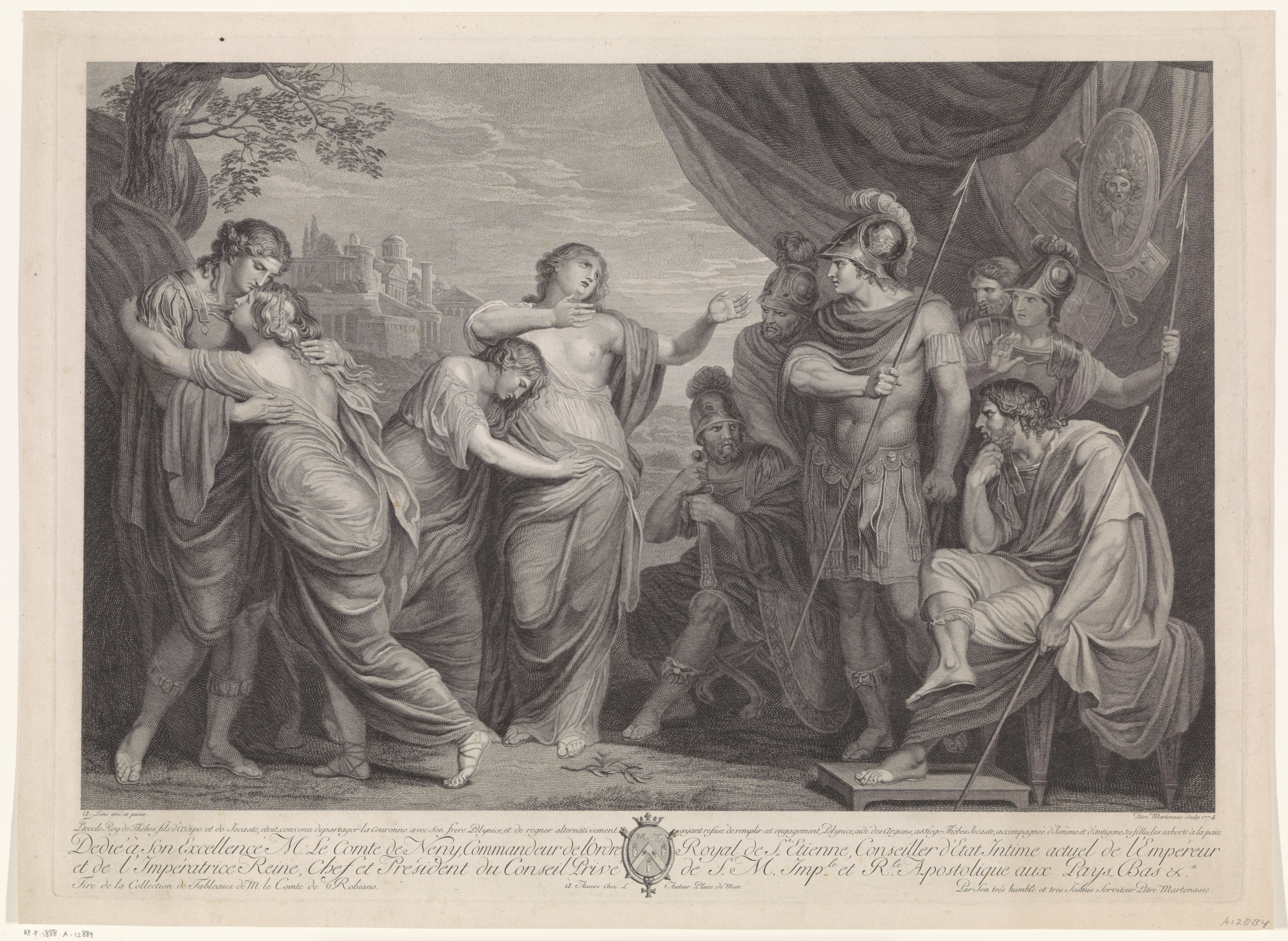
Eteocles und Polyneices werden von Ihrer Mutter zum Frieden ermahnt, Druckgraphiker: Pieter Franciscus Martenasie nach einem Gemälde von: Andries Lens.

- - Von der Mauer beobachtet der Gefolgsmann, wie Jokaste eiligst die beiden Heere aufhalten konnte. Die Waffen ruhen. Während die anderen ihre Waffen senken oder in der Scheide bergen, halten einzig Eteokles und Polyneikes ihre Waffen gezückt, während die Mutter beschwörend unter Tränen ihr Haar rauft und sie bittet, den Bruderkrieg zu beenden. (V. 427–442)
- Jokaste, Polyneikes, Eteokles (Szene auf dem Schlachtfeld (V. 443–664))
  - Jokaste, zwischen den Söhnen, fordert sie auf, ihr die Hand zu geben, ohne Blut an den Händen. Sie weist sie darauf hin, dass der Frieden in ihrer Hand liege. Krieg sei ein Verbrechen, dem ein weiteres folge. Daher komme nur der Frieden in Frage. Zu beiden Söhne ziehe es sie mit gleicher Liebe. Werde sie beide Söhne nie mehr zusammen sehen? Sie wendet sich zuerst an Polyneikes, dem sie attestiert, dass er im langen Exil viele Leiden ertrug. Sie fordert ihn auf, Waffen und Schutzwaffen abzulegen, denn sie werde ihn mit ihrem Körper schützen. Warum zögere er? Habe er Furcht vor den Worten der Mutter? (V. 443–476)
  - Polyneikes bejaht es, da das Beispiel der Brüder auch das Vertrauen in die Mutter zerstörte. (V. 478–480)
  - Jokaste fährt fort in ihrer Vermittlung. Polyneikes solle bewaffnet bleiben, solange Eteokles sich entwaffne, wozu ihn Iokaste auffordert. Sie werde Angriffe vereiteln. Als Eteokles, den Bitten der Mutter nachgebend, seine Waffen ablegt, fordert Iokaste das gleiche von Polyneikes. Sie spricht seine besonderen Leiden an, aber fordert Frieden auch von ihm. Schon genug Schaden sei durch die Besetzung des Landes in diesem Bruderzwist angerichtet worden. Wolle Polyneikes in blindem Streben nach Macht Theben, das er regieren wolle, zerstören? Ohne das Königtum zu zerstören, sollen die Brüder die Frage der Herrschaft lösen. Wolle er wirklich die Mauern Amphions angreifen, als Sieger Kriegsbeute aus dem eigenen Theben wegschleppen, seine Familie und seine Mitbürger in Angst und Schrecken sehen? Wenn er dies alles wolle, wie würde er sich erst als Herrscher verhalten. Ablegen müsse er diese Verblendung und zur Pietas zurückkehren. (V. 480–585)
  - Polyneikes versucht seinen Standpunkt zu erklären. Er sei es, der durch den Betrug des Bruder betrogen wurde. Zöge er ab, hätte er keinen Zufluchtsort. Der Bruder throne in der Königsburg und für ihn bliebe nur eine geringe Hütte? Solle er für seine Frau und seinen Schwiegervater Gefolgsmann sein, der Knechtschaft nicht unähnlich? (V. 586–598)
  - Jokaste behauptet, es gäbe für ihn andere Königreiche zu gewinnen, wenn er eins erstrebe. Dabei könne ihn sein Schwiegervater unterstützen, ohne Verbrechen an seiner eigenen Heimat zu begehen. Der Bruder selbst könne ihm dabei helfen und Vater und Mutter würde das gefallen. Deshalb lasse er ab von diesem Feldzug, der ein fluchwürdiges Verbrechen darstelle. Der Sieg über Theben sei keiner. Er solle die Heimat von Furcht und Trauer befreien. (V. 599–643)
  - Polyneikes erwidert, dass es so für den verbrecherischen Verrat des Bruders keine Strafe gebe. (V. 643–644)
  - Jokaste entgegnet, König zu sein in Theben sei Strafe genug. Kein Vorgänger habe das Szepter geführt, ohne schwere Verbrechen zu begehen. So werde es auch dem Bruder ergehen. (V. 645–651)
  - Eteokles stimmt dem zu. Es bedeute ihm viel, mit anderen Königen begraben zu sein. Polyneikes gehöre für ihn zur Gruppe der Exilierten. (V. 651–653)
  - Jokaste fügt hinzu, er solle regieren und dabei dem eigenen Volk verhasst sein. (V. 654)
  - Eteokles führt seine Theorie des Königtums aus. Wer König sein wolle, müsse den Hass auf sich akzeptieren. Das eine gäbe es nicht ohne das andere. Ein großer König müsse den Hass des Volks unterdrücken, ein geliebter König regiere mit schlaffer Hand. (V. 654–659)
  - Jokaste warnt, dass ein verhasster König nie lange regiere. (V. 660)
  - Eteokles widerspricht, dass er Richtlinien verkünden werde. Polyneikes solle sich auf das Exil vorbereiten. (V. 661–662)
  - Jokaste, einen Satz des Eteokles vervollständigend, fragt ihn, ob er seine Heimatstadt den Flammen überlassen wolle. (V. 663)
  - Herrschaft werde um jeden Preis erkauft, behauptet Eteokles. (V. 664)

## Tragödienfragment (Labor imperfectus)
Joachim Dingel erklärt in Übereinstimmung mit Theo Hirschberg die Unvollständigkeit des Stücks damit, dass Seneca aus unbekannten Gründen die Niederschrift am Ende seiner dramatischen Produktion nicht beendete. Das unterstützt Stavros Frangoulidis und verweist auf das Fehlen eines Prologs, der für Seneca typischen Chorlieder und eines Schlusses, der die Spannungen des Stücks auflöst.
Theo Hirschberg hat 1989 eine denkbare Rekonstruktion skizziert:

„Es scheint also sinnvoll, den Oedipus-Teil für den zweiten und den Iokaste-Teil für den dritten Akt eines Dramas zu halten, das mit einem ‚Außenprolog‘ beginnen sollte. Der vierte Akt hätte – wie in der Phaedra und im Thyest – von einem Botenbericht ausgefüllt werden können, in dem von der Schlacht, dem Tod der Brüder und der Mutter wie bei Eur. Phoen. 1356 ff. gehandelt worden wäre. Der Bote hätte wahrscheinlich die Kunde nach Theben zu Antigone gebracht. Vielleicht hätte der letzte Akt die Auseinandersetzungen Antigones mit Kreon über die Bestattung ihres Bruders Polyneikes zum Inhalt gehabt. Wiederum wäre – wie schon so oft im Oedipus-Teil (vgl. 80 ff., 309 ff.) – deren pietas hervorgehoben worden. Die Themen der notwendigen vier Chorlieder sich auszudenken, ist müßig, daß aber Phönizierinnen sie gesungen hätten, legt der Titel des Stückes nahe. Diese hätten indes senecanischer Manier gemäß Personen ohne Konturen und ohne festen klaren Standort sein dürfen.“

## Datierung
Während Hirschberg die These vertritt, dass der Zeitpunkt der Entstehung nicht mit Sicherheit zu ermitteln ist, gehen Robin G. M. Nisbet und Marica Frank so weit, als Entstehungsjahr 62 n. Chr. zu nennen. John G. Fitch legt aufgrund stilistischer Untersuchungen die Abfassungszeit zwischen 54 n. Chr. und Senecas Tod. Dem schließt sich das Archive of Performnaces of Greek & Roman Drama der Universität Oxford an. John G. Fitch, Otto Zwierlein, Gottfried Mader und Joachim Dingel sehen in den Phoenissae die letzte von Seneca begonnene Tragödie.

## Literarische Vorbilder und Quellen
Stilistisch lässt sich auch in den Phoenissae eine Nähe zur augusteischen Dichtersprache feststellen. 10 Imitationen Ovids sind nachweisbar. Auch Theo Hirschberg arbeitet 1989 die literarische Eigenständigkeit der senecanischen Bearbeitung des mythologischen Stoffes heraus.
Elena Iakovou stellt fest, „dass Seneca zur Gestaltung seiner Phoenissae sowohl auf griechische (Euripides’ Phoinissai und Sophokles’ Ödipus auf Kolonos) als auch auf römische Prätexte (Accius’ Phoenissae) Bezug genommen hat.“ Sie schließt daraus auf eine eigenständige Bearbeitung des Ödipus-Stoffs und einen eigenständigen Umgang mit seinen literarischen Vorbildern.
A. J. Boyle nennt diese Arbeitsweise Recycling: “And Troades rewrites and recycles these texts self-consciously. Overt textual allusion and metaliterary language make of Troades a self-reflective, multi-referential text, which engages in a constant and pervasive counterpoint with the dramatic and poetic tradition.”

## Rezeption
Die übliche Seneca-Rezepion hebt den großen Einfluss Senecas auf die frühneuzeitlichen Dramen Europas hervor. Caroline Engelmayer stellt in einer neueren Untersuchung über die Phoenissae die These auf, dass „in der Renaissance Seneca für Leser und Nachahmer nicht nur der paradigmatische Tragödiendichter der Wut, sondern auch Quelle der Inspiration für Komödie und Romanze war“.
Engelmayer arbeitet an der The Countess of Pembroke′s Arcadia (New Arcadia) von Philip Sidney die Adaption von Senecas Phoenissae heraus. Sie zeigt wie Jonathan Bate, dass William Shakespeare in der Gloucester-Szene im King Lear auf die Paphlagonien-Episode Sidney‘s zurückgriff. Viele Forscher hätten auf einen wahrscheinlich
senecanischen Ursprung der Episode hingewiesen, nur John Kerrigan habe die Szene genauer untersucht und habe die senecanischen Anteile benannt. Daraus zieht sie den Schluss, dass „die Identifizierung von senecanischen und sidneischen Textteilen für die Szene in Dover eine Lesart ermutigt, die in Shakespeares Szene die gleiche Art von tragisch-komischer Kombination aufspürt, die wir in den Phoenissae und im New Arcadia gesehen haben, eine ‚Mischform‘, die sich einer klaren Auflösung widersetzt und die Dover-Szene und ihre Folgen bis zum letzten Moment zwischen den Gattungsgrenzen in der Schwebe hält.“

## Aufführungen
Für die Antike sind weder Aufführungen noch Rezitationen oder Lesungen belegbar. Das Archive of Performances of Greek And Roman Drama der Universität Oxford rechnet trotz des fragmentarischen Zustandes des Dramas mit drei Aufführungen zwischen 1700 und 2000.

## Ausgaben (Auswahl)
- John G. Fitch: Tragedies, Volume I: Hercules; Trojan Women; Phoenician Women; Medea; Phaedra. Loeb Classical Library, Cambridge, MA. 2002.
- Lucius Annaeus Seneca: Phoenissae. Hrsg.: Rudolf Peiper, Gustav Richter. Teubner, Leipzig 1902, S. 91–115.

### Lateinisch – Deutsch
- Seneca: Phoenissae. In: Seneca: Sämtliche Tragödien (Hrsg. und Übersetzer), Band II. Artemis Verlag, Zürich, Stuttgart 1969, S. 393–439.